# François Dominique Toussaint-Louverture

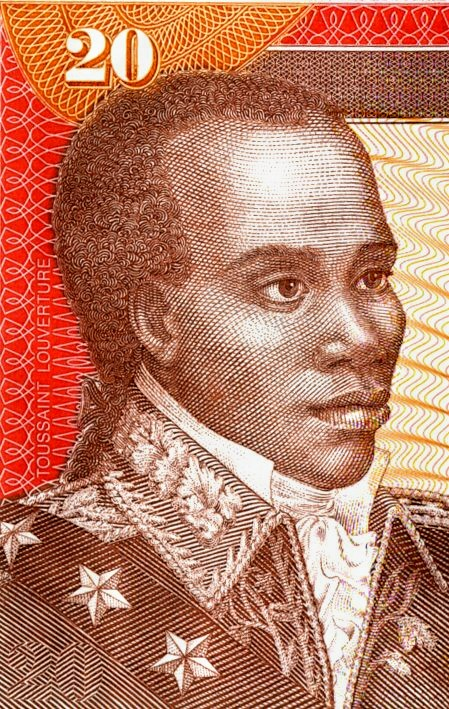
François Dominique Toussaint-Louverture

François Dominique Toussaint-Louverture (La Hispaniola, 20 de maig del 1743 – Fort de Joux, La Cluse-et-Mijoux, prop de Pontarlier, França, 7 d'abril del 1803) fou un polític i militar, el més important dels dirigents de la Revolució haitiana.
Heroi nacional de la independència d'Haití, el seu principal llegat és el d'haver assentat les bases per a l'erradicació definitiva de l'esclavatge a l'illa.

## Biografia

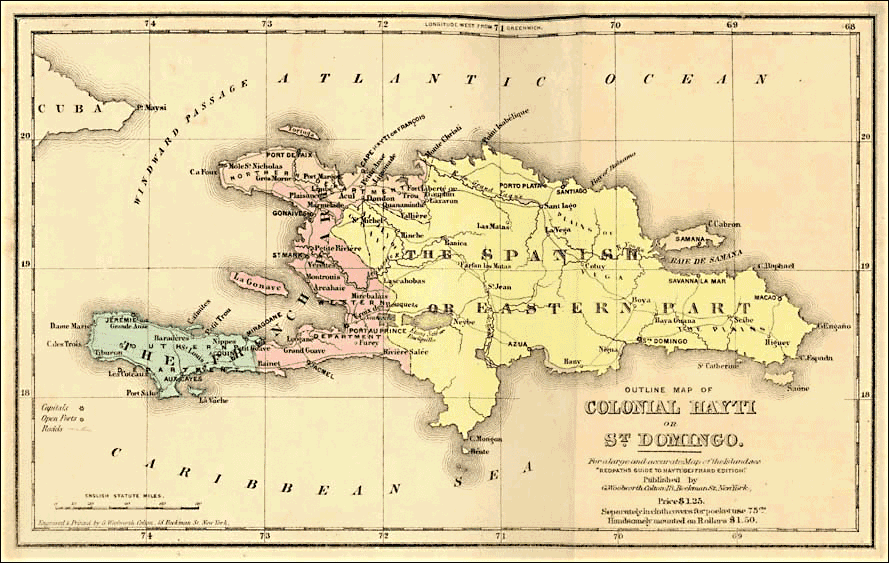
L'Espanyola després del tractat d'Aranjuez de 1777. En groc l'est espanyol, en taronja el departament nord, el rosat l'oest i en verd el sud

### Orígens i joventut
El seu avi va néixer a Dahomey (actual Benín), pel que sembla en la família reial Allada. El seu pare, Hyppolite Gaou fou capturat i deportat a Saint Domingue, on va ser venut com a esclau al gerent de la hisenda del comte de Breda.
En aquella plantació de la província del nord, prop de Cap-Français, va néixer Toussaint (d'aquí el seu nom complet: Toussaint de Breda).
El seu amo, Baillon de Libertate, era relativament humanitari i animà Toussaint perquè aprengués a llegir i a escriure i en feu el seu xofer i contramestre de la hisenda. Malgrat la seva escassa alçada, va rebre el malnom de Fatras-bâton (bastó maldestre), arribà a ser un genet prestigiós i gran coneixedor de les plantes medicinals. Es casà amb una dona lliure anomenada Suzanne, amb la qual va tenir dos fills: Isaac i Placide.
Toussaint fou alliberat el 1776, als 33 anys. Segons indiquen els arxius colonials, va llogar una granja de cafè d'unes quinze hectàrees amb tretze esclaus.

### Rebel aliat de l'estat espanyol
La Revolució francesa va tenir una gran repercussió en la part francesa de l'illa de l'Espanyola. En un primer moment, els grans terratinents blancs van veure la possibilitat d'independitzar-se i els petits la d'aconseguir la igualtat amb els grans. Els esclaus i els petits propietaris negres, per la seva banda, esperaven adquirir un estatus semblant al dels petits terratinents blancs.
L'agost de 1791, els esclaus de la plana del nord de la part francesa de l'Espanyola, capitanejats pel jamaicà Boukman, es van rebel·lar després de la cerimònia de Bois Caïman: els esclaus inicien la Revolució haitiana inspirada en les idees de la Revolució francesa i a la qual demanen l'alliberament. Toussaint es posa del costat dels esclaus i es fa ajudant de camp de Georges Biassou, comandant dels esclaus que es van refugiar a la part espanyola o oriental de l'illa. Aquests esclaus s'aliaren amb els habitants de la part est el 1793 per expulsar els francesos esclavistes. Per aquesta raó, Toussaint fou instruït en el terreny militar pels espanyols al comandament d'una tropa de més de 3.000 soldats; aconseguí en pocs mesos algunes victòries. Fou llavors quan l'anomenaren Louverture (amb el significat de 'l'iniciador') i esdevingué general de l'exèrcit del rei d'Espanya.

### General de la República
El 29 d'agost de 1793, el govern de la República francesa emancipa tots els esclaus francesos i, finalment, el 1794 va abolir l'esclavatge.
Toussaint es torna a unir als francesos fent pública la seva proclamació, en què es presentava com el líder dels negres i acaba fent fora els espanyols i els anglesos de Saint Domingue; arribà a ser nomenat general de divisió el 1796.
Louverture, el 1800 restableix el treball forçós dels negres amb l'excusa de reactivar l'economia de l'illa i poc després s'autoproclama governador de per vida i amb plens poders de Saint Domingue.

### La caiguda
França, amb Napoleó Bonaparte al poder, desitjava restablir a Saint Domingue el domini dels colons francesos i aconseguir recuperar així la puixança de la indústria sucrera. Envià a l'Espanyola un exèrcit de 25.000 soldats al comandament del seu cunyat, el general Leclerc, al desembre de 1801 per recordar-li a Louverture la seva promesa de rescabalar els colons i per, oficiosament, restablir l'esclavitud. Louverture no es deixà enganyar fàcilment i es replegà cap a posicions més segures, alhora que va seguir una política de terra cremada davant l'arribada de les tropes franceses fins a finals de gener de 1802. Leclerc derrotà primer les tropes de Dessalines i després les de Christophe. Leclerc, que havia portat de França els fills de Louverture, els hi envià en signe de bona voluntat. El 2 de maig de 1802 Toussaint, per la seva banda, va oferir la seva capitulació a canvi de quedar lliure i que les seves tropes s'integressin en l'exèrcit francès.
Leclerc no acceptà aquests termes i per mitjà d'un estratagema capturà Louverture el 7 de juny de 1802, i l'envià a França juntament amb la seva família. En ser embarcat, va predir: "En enderrocar-me, només s'ha abatut el tronc de l'arbre de la llibertat dels negres. Però aquest tornarà a brollar de les seves arrels, perquè són moltes i molt profundes." Va ser empresonat al Fort de Joux, a les muntanyes del Jura, la zona més freda de França, on va morir el 7 de abril de 1803 a causa d'una pneumònia i de manca d'assistència mèdica.
Els francesos no van aconseguir restablir l'esclavitud a Saint Domingue. Gràcies al poder militar construït en temps de Louverture, els negres van derrotar els francesos en la batalla de Vertières el 1803. L'1 de gener de 1804, un nou líder, Jean-Jacques Dessalines, va proclamar la independència del país, al qual va rebatejar amb el seu nom aborigen Haití, que significa 'terra muntanyosa'.